# Залізничне (Синельниківський район)
Залізни́чне (до 2016 — Браги́нівка) — селище в Україні, у Петропавлівській селищній громаді Синельниківського району Дніпропетровської області. Населення — 189 осіб.

## Географічне розташування
Селище Залізничне розташоване за 130 км від обласного центру, 3 км від лівого берега річки Бик, 1,5 км від селища Петропавлівка та села Троїцьке.

## Історія
Селище засноване після 1927 року під первинною назвою Брагинівка, на честь більшовика єврейського походження І. П. Брагіна, який загинув 10 жовтня 1919 року в бою з білогвардійцями.
16 серпня 1957 році надано статус статус селище (робітниче селище).
19 травня 2016 року Постановою Верховної Ради України Брагинівка перейменована на селище Залізничне.
12 червня 2020 року, розпорядженням Кабінету Міністрів України, Петропавлівська селищна рада об'єднав з Петропавлівською селищною громадою.
19 липня 2020 року, в результаті адміністративно-територіальної реформи та ліквідації Петропавлівського району, село увійшло до складу новоутвореного Синельниківського району.
З 26 січня 2024 року селище міського типу Залізничне, в ході декомунізації, надано статус селища.

## Населення

### Мова
Розподіл населення за рідною мовою за даними перепису 2001 року:
| Мова            | Кількість | Відсоток |
| --------------- | --------- | -------- |
| українська      | 645       | 95,41 %  |
| російська       | 26        | 3,85 %   |
| вірменська      | 1         | 0,15 %   |
| інші/не вказали | 4         | 0,59 %   |
| Всього:         | 676       | 100 %    |

## Об'єкти соціальної сфери
- Дитячий садочок.

## Транспорт
Через селище пролягають автошлях міжнародного значення М04E50 та залізниця, на якій знаходиться станція Петропавлівка.